# Karl Friedrich Bleyer
Karl Friedrich Bleyer, auch Carl Friedrich Bleyer (* 5. November 1844 in Falkenstein/Vogtl.; † 13. Februar 1930 ebenda), war ein deutscher Politiker (Nationalliberale Partei) und Unternehmer. Er war Stadtrat in Falkenstein/Vogtl. und Mitglied des sächsischen Landtages.

## Leben und Wirken
Bleyer stammte aus dem Vogtland, war Inhaber einer mechanischen Weberei und Stickerei in Falkenstein und wurde zum Stadtrat in Falkenstein gewählt.
Durchgängig von 1903 bis 1918 war er für den 24. städtischen Wahlbezirk als Mitglied der Nationalliberalen Partei (NLP) in der Zweiten Kammer des sächsischen Landtags vertreten.
Nach seinem Tod wurde die Firma Friedrich Bleyer in Falkenstein aufgelöst.

## Ehrungen
- Am 5. November 1914 wurde er zum Ehrenbürger der Stadt Falkenstein ernannt.